# Tour d'Espagne 1942
La quatrième édition du Tour d'Espagne s'est déroulée entre le 30 juin et le 19 juillet 1942 et était composée de 19 étapes pour un total de 3 688 kilomètres. Le départ et l'arrivée étaient fixés à Madrid. Le tenant du titre Julián Berrendero s'imposa à nouveau en demeurant leader du classement général durant la totalité de l'épreuve. Son dauphin en 1941 Fermín Trueba ne put rivaliser après avoir perdu du temps en raison d'une crevaison dès la première étape. Le lendemain, Antonio Escuriet abandonna pour rejoindre sa femme qui venait de donner naissance à leur enfant. Delio Rodríguez ne renouvela pas sa performance de 1941 (12 victoires d'étapes) mais signa néanmoins huit succès.

## Classement général
|     | Cycliste              | Pays    | Équipe        |    | Temps             |
| --- | --------------------- | ------- | ------------- | -- | ----------------- |
| 1.  | Julián Berrendero     | Espagne | Informaciones | en | 134 h 05 min 09 s |
| 2.  | Diego Cháfer          | Espagne |               | +  | à 8 min 38 s      |
| 3.  | Antonio Andrés Sancho | Espagne |               |    | à 13 min 12 s     |
| 4.  | Juan Gimeno           | Espagne |               |    | à 16 min 08 s     |
| 5.  | Cipriano Elys         | Espagne |               |    | à 23 min 30 s     |
| 6.  | José Jabardo          | Espagne |               |    | à 27 min 43 s     |
| 7.  | Delio Rodríguez       | Espagne |               |    | à 34 min 21 s     |
| 8.  | Isidro Bejarano       | Espagne |               |    | à 35 min 10 s     |
| 9.  | José Botanch          | Espagne |               |    | à 38 min 01 s     |
| 10. | Fermo Camellini       | Italie  |               |    | à 58 min 20 s     |

## Étapes
| N°   | Date        | Villes étapes                             | km       | Vainqueur d'étape     | Leader du général |
| 1re  | 30 juin     | Madrid - Albacete                         | 245      | Julián Berrendero     | Julián Berrendero |
| 2e   | 1er juillet | Albacete - Murcie                         | 160      | Delio Rodríguez       | Julián Berrendero |
| 3e   | 2 juillet   | Murcie - Valence                          | 248      | José Jabardo          | Julián Berrendero |
| 4e   | 4 juillet   | Valence - Tarragone                       | 278      | Delio Rodríguez       | Julián Berrendero |
| 5e   | 5 juillet   | Tarragone - Barcelone                     | 120      | Delio Rodríguez       | Julián Berrendero |
| 6e   | 6 juillet   | Barcelone - Huesca                        | 279      | Delio Rodríguez       | Julián Berrendero |
| 7e   | 7 juillet   | Huesca - Saint-Sébastien                  | 305      | Delio Rodríguez       | Julián Berrendero |
| 8e   | 8 juillet   | Saint-Sébastien - Bilbao                  | 160      | René Vietto           | Julián Berrendero |
| 9e   | 9 juillet   | Bilbao - Castro Urdiales                  | 53 (CLM) | Delio Rodríguez       | Julián Berrendero |
| 10e  | 10 juillet  | Castro Urdiales - Santander               | 151      | Julián Berrendero     | Julián Berrendero |
| 11e  | 11 juillet  | Santander - Reinosa                       | 120      | Pierre Brambilla      | Julián Berrendero |
| 12e  | 12 juillet  | Reinosa - Gijón                           | 199      | Delio Rodríguez       | Julián Berrendero |
| 13e  | 13 juillet  | Gijón - Oviedo                            | 75       | Louis Thiétard        | Julián Berrendero |
| 14e  | 14 juillet  | Oviedo - Luarca                           | 129      | Delio Rodríguez       | Julián Berrendero |
| 15e  | 15 juillet  | Luarca - La Corogne                       | 219      | Louis Thiétard        | Julián Berrendero |
| 16ea | 16 juillet  | La Corogne - Saint-Jacques-de-Compostelle | 63 (CLM) | Antonio Andrés Sancho | Julián Berrendero |
| 16eb | 16 juillet  | Saint-Jacques-de-Compostelle - Vigo       | 110      | René Vietto           | Julián Berrendero |
| 17e  | 17 juillet  | Vigo - Ponferrada                         | 270      | Joaquín Olmos         | Julián Berrendero |
| 18e  | 18 juillet  | Ponferrada - Salamanque                   | 251      | Celestino Camilla     | Julián Berrendero |
| 19e  | 19 juillet  | Salamanque - Madrid                       | 248      | Celestino Camilla     | Julián Berrendero |

## Classement annexes
| \| 1. \| Julián Berrendero \| Espagne \| 34 pts \| \| 2. \| Pierre Brambilla \| Italie \| 27 pts \| \| 3. \| Isidro Bejarano \| Espagne \| 17 pts \| |                   |         |        |
| 1. | Julián Berrendero | Espagne | 34 pts |
| 2. | Pierre Brambilla  | Italie  | 27 pts |
| 3. | Isidro Bejarano   | Espagne | 17 pts |

## Liste des coureurs
| 1-10 | 11-20 | 21-30 |
| - 1 Fermo Camellini (Ita) - 2 Celestino Camilla (Ita) - 3 Pierre Brambilla (Ita) - 4 Georges Meunier (Fra) - 5 René Vietto (Fra) - 6 Dante Gianello (Ita) - 7 Victor Cosson (Fra) - 8 Louis Thietard (Fra) - 9 Lucien Lauk (Fra) - 10 Antonio Andrés Sancho | - 11 Joaquín Olmos - 12 Juan Gimeno - 13 José Botanch (es) - 14 José Campana - 15 Julián Berrendero - 16 Antonio Martín Eguia - 17 José Jabardo - 18 Vicente Carretero - 19 Miguel Monzón - 20 Fermín Trueba | - 21 Isidro Bejerano - 22 Cipriano Elis (es) - 23 Diego Chafer - 24 Manuel Capella (es) - 25 Vicente Miró - 26 Alberto Carrasco - 27 Antonio Escuriet - 28 Agustín Miró - 29 Andrés Canals (es) - 30 Andrés Martorell |
| 31-40 | | |
| - 31 Enrique Laguna - 32 Martín Abadía (es) - 33 Antonio Destrieux (es) - 34 Benito Cabestreros - 35 José Cano - 36 Delio Rodríguez - 37 Luis Goicoechea - 38 Ricardo Vila - 39 Félix Vidaurreta - 40 Bonifacio Arribas                                     | | |